# سدية (يهر)

تعديل مصدري - تعديل

سدية هي إحدى قرى عزلة يهر بمديرية يهر التابعة لمحافظة لحج، بلغ تعداد سكانها 188 نسمة حسب تعداد اليمن لعام 2004.